# Pauvres
Pour l’article homonyme, voir Pauvreté.
Pauvres est une commune française située dans le département des Ardennes en région Grand Est.

## Géographie

### Localisation
Dans le sud-ouest du département des Ardennes, à l'est de Rethel.

### Hydrographie
La commune est dans la région hydrographique « la Seine du confluent de l'Oise (inclus) à l'embouchure » au sein du bassin Seine-Normandie. Elle est drainée par le ruisseau de Saint-Lambert,.

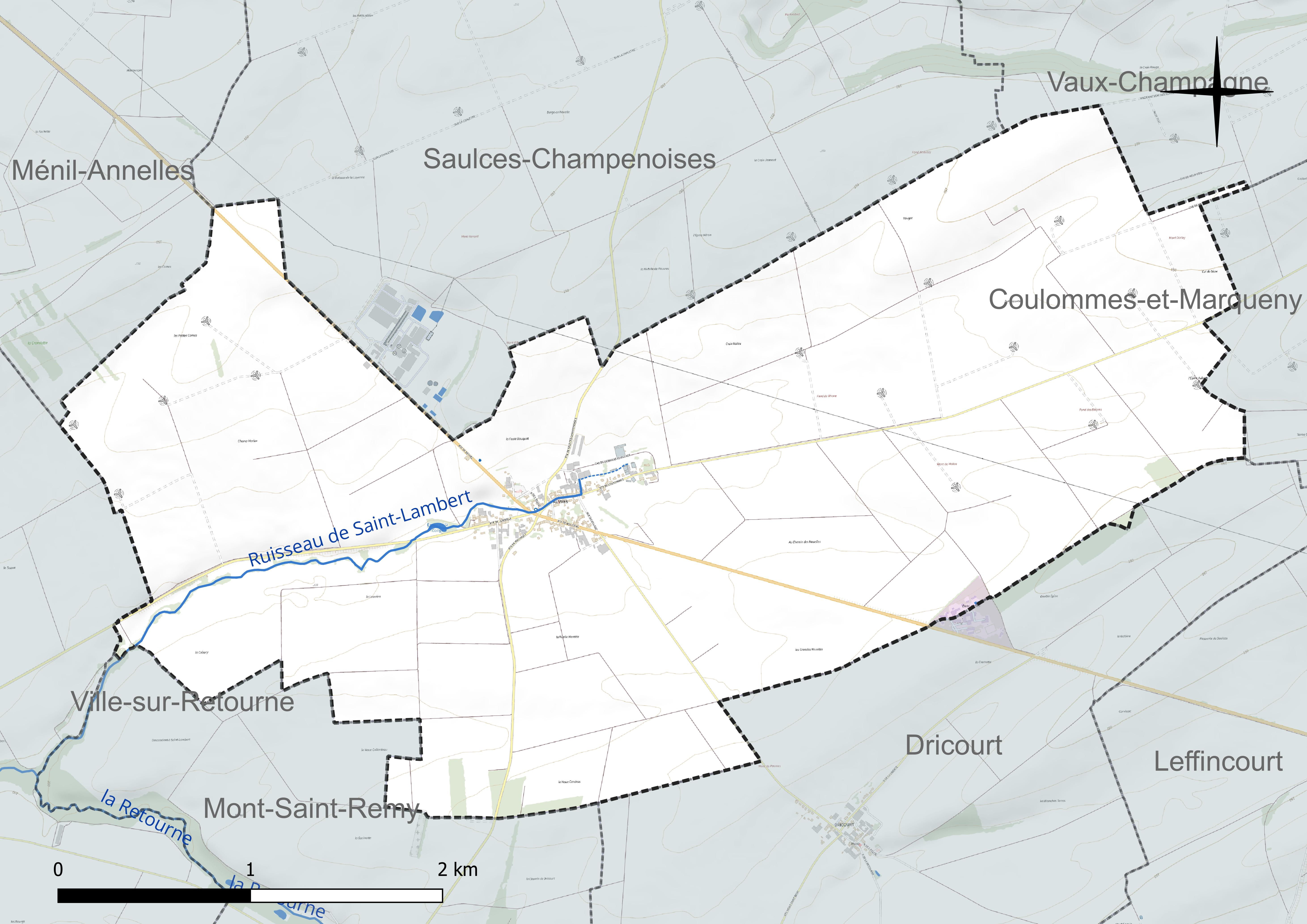
Réseau hydrographique de Pauvres.

Un plan d'eau complète le réseau hydrographique : l'étang de la Conge (0,3 ha),.

### Climat
Pour des articles plus généraux, voir Climat du Grand Est et Climat des Ardennes.
En 2010, le climat de la commune est de type climat océanique dégradé des plaines du Centre et du Nord, selon une étude du Centre national de la recherche scientifique s'appuyant sur une série de données couvrant la période 1971-2000. En 2020, Météo-France publie une typologie des climats de la France métropolitaine dans laquelle la commune est exposée à un climat océanique altéré et est dans la région climatique Nord-est du bassin Parisien, caractérisée par un ensoleillement médiocre, une pluviométrie moyenne régulièrement répartie au cours de l’année et un hiver froid (3 °C).
Pour la période 1971-2000, la température annuelle moyenne est de 10,2 °C, avec une amplitude thermique annuelle de 15,7 °C. Le cumul annuel moyen de précipitations est de 780 mm, avec 12,3 jours de précipitations en janvier et 8,8 jours en juillet. Pour la période 1991-2020, la température moyenne annuelle observée sur la station météorologique de Météo-France la plus proche, « Saulces-Champenoises », sur la commune de Saulces-Champenoises à 4 km à vol d'oiseau, est de 11,0 °C et le cumul annuel moyen de précipitations est de 691,6 mm. 
La température maximale relevée sur cette station est de 41,1 °C, atteinte le 25 juillet 2019 ; la température minimale est de −13,9 °C, atteinte le 7 février 2012,,.
Les paramètres climatiques de la commune ont été estimés pour le milieu du siècle (2041-2070) selon différents scénarios d'émission de gaz à effet de serre à partir des nouvelles projections climatiques de référence DRIAS-2020. Ils sont consultables sur un site dédié publié par Météo-France en novembre 2022.

## Urbanisme

### Typologie
Au 1er janvier 2024, Pauvres est catégorisée commune rurale à habitat dispersé, selon la nouvelle grille communale de densité à 7 niveaux définie par l'Insee en 2022.
Elle est située hors unité urbaine. Par ailleurs la commune fait partie de l'aire d'attraction de Reims, dont elle est une commune de la couronne,. Cette aire, qui regroupe 294 communes, est catégorisée dans les aires de 200 000 à moins de 700 000 habitants,.

### Occupation des sols
L'occupation des sols de la commune, telle qu'elle ressort de la base de données européenne d’occupation biophysique des sols Corine Land Cover (CLC), est marquée par l'importance des territoires agricoles (97 % en 2018), une proportion identique à celle de 1990 (97 %). La répartition détaillée en 2018 est la suivante : 
terres arables (97 %), zones urbanisées (2,9 %), zones industrielles ou commerciales et réseaux de communication (0,1 %). L'évolution de l’occupation des sols de la commune et de ses infrastructures peut être observée sur les différentes représentations cartographiques du territoire : la carte de Cassini (XVIIIe siècle), la carte d'état-major (1820-1866) et les cartes ou photos aériennes de l'IGN pour la période actuelle (1950 à aujourd'hui).

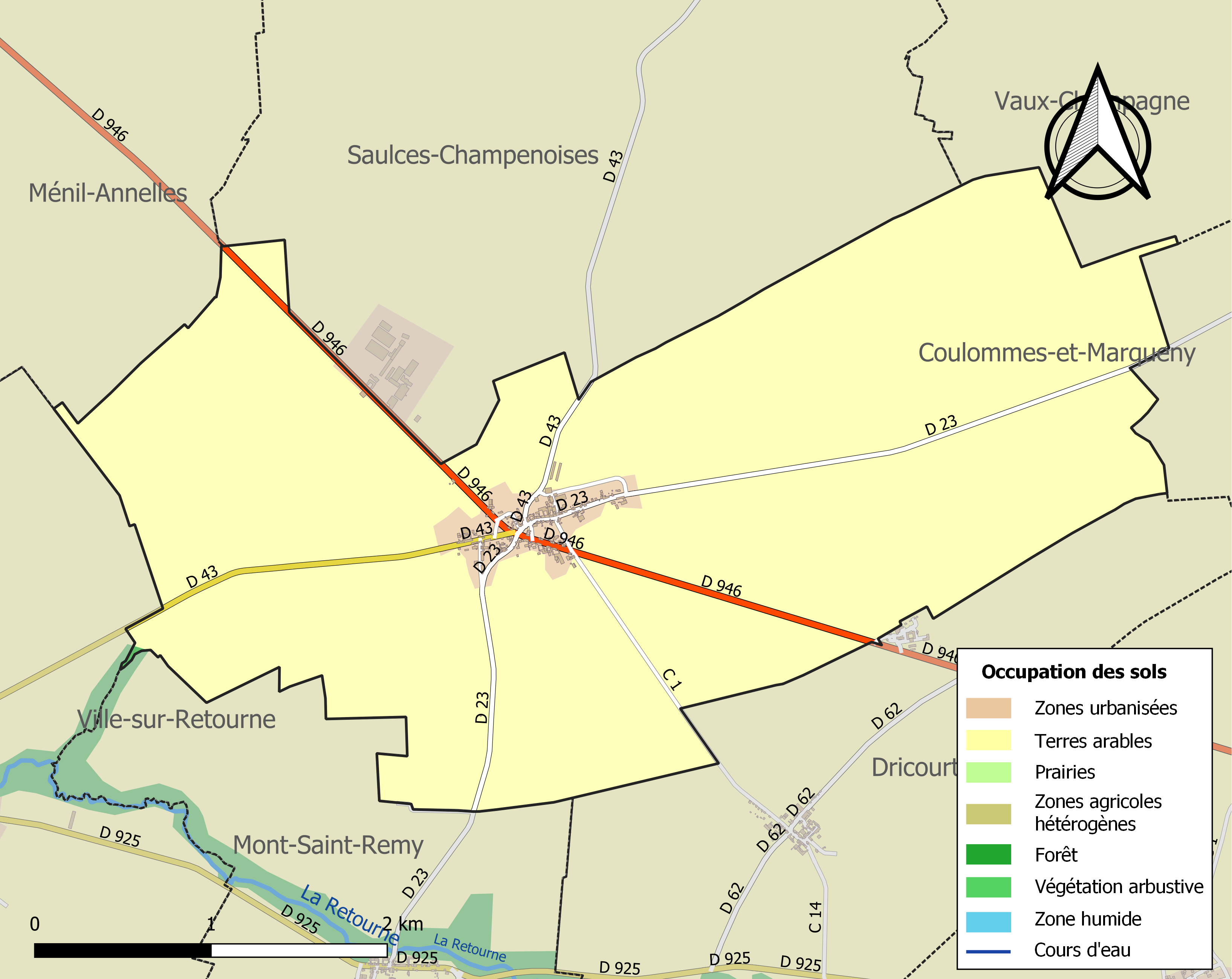
Carte des infrastructures et de l'occupation des sols de la commune en 2018 (CLC).

## Histoire[15]
Pauvres, comme toutes les communes du pays d'Ardenne, appartenait, jusqu'au Ve siècle à la Gaule romaine. Jules César est le premier à faire mention de l'Ardenne dans les Commentaires sur la Guerre des Gaules. Tacite parle de la région d'« Arduennasis ». Les Celtes appelaient « Arduem » l'immense forêt couvrant le Nord de la Gaule.
Pauvres aurait appartenu au « Pagus Rémensis », ou pays rémois qui s'étendait jusqu'à la rivière Aisne. La voie romaine de Reims à Aix-la-Chapelle passant au nord de son territoire porte la trace d'une villa gallo-romaine.

### Toponymie
Les avis sont partagés sur l'origine de ce nom de « Pauvres ». Pauvres est à la limite de la Champagne, dans la Champagne dite pouilleuse. Ce dernier mot étant défini dans le sens de pauvre, misérable. C'était le cas jusqu'au XVIIe siècle.
Pauvres, que l'on a vu souvent écrire « Pauvre », tient certainement son nom de pouilles ou paure, synonymes de misérable. On trouve trace de « Paure en Champagne » au XIVe siècle. Une dernière hypothèse aussi plausible viendrait du mot latin porcea, donc de l'élevage ancien de pourceaux dans cet environnement de taillis et de chênaies qui devait exister à l'époque romaine. En revanche, on rejette aujourd'hui la légende selon laquelle le village devrait son nom à Napoléon Ier, qui passant par là lors de la Campagne de France en janvier-février 1814, se serait écrié : « Ah les pauvres gens ».

## Politique et administration
| Période                                  | Période                   | Identité                                      | Étiquette | Qualité              |
| ---------------------------------------- | ------------------------- | --------------------------------------------- | --------- | -------------------- |
| avant 1875                               | après 1876                | Gallas                                        |           |                      |
|                                          |                           |                                               |           |                      |
| mars 2001                                | En cours (au 26 mai 2020) | André Malvaux, Réélu pour le mandat 2020-2026 |           | Agriculteur retraité |
| Les données manquantes sont à compléter. |                           |                                               |           |                      |

## Démographie
L'évolution du nombre d'habitants est connue à travers les recensements de la population effectués dans la commune depuis 1793. Pour les communes de moins de 10 000 habitants, une enquête de recensement portant sur toute la population est réalisée tous les cinq ans, les populations de référence des années intermédiaires étant quant à elles estimées par interpolation ou extrapolation. Pour la commune, le premier recensement exhaustif entrant dans le cadre du nouveau dispositif a été réalisé en 2004.

En 2022, la commune comptait 198 habitants, en évolution de +5,32 % par rapport à 2016 (Ardennes : −2,97 %, France hors Mayotte : +2,11 %).
| 1793 | 1800 | 1806 | 1821 | 1831 | 1836 | 1841 | 1846 | 1851 |
| ---- | ---- | ---- | ---- | ---- | ---- | ---- | ---- | ---- |
| 253  | 245  | 304  | 315  | 509  | 557  | 613  | 575  | 587  |

| 1866 | 1872 | 1876 | 1881 | 1886 | 1891 | 1896 | 1901 | 1906 |
| ---- | ---- | ---- | ---- | ---- | ---- | ---- | ---- | ---- |
| 596  | 408  | 425  | 363  | 343  | 334  | 308  | 300  | 335  |

| 1911 | 1921 | 1926 | 1931 | 1936 | 1946 | 1954 | 1962 | 1968 |
| ---- | ---- | ---- | ---- | ---- | ---- | ---- | ---- | ---- |
| 313  | 229  | 276  | 249  | 241  | 267  | 273  | 235  | 212  |

| 1975 | 1982 | 1990 | 1999 | 2004 | 2006 | 2009 | 2014 | 2019 |
| ---- | ---- | ---- | ---- | ---- | ---- | ---- | ---- | ---- |
| 208  | 201  | 196  | 187  | 178  | 170  | 188  | 188  | 188  |

| 2022 | - | - | - | - | - | - | - | - |
| ---- | - | - | - | - | - | - | - | - |
| 198  | - | - | - | - | - | - | - | - |

## Culture locale et patrimoine

### Lieux et monuments
- Église Saint-Timothée.

### Héraldique
| Armes de Pauvres | Les armes de Pauvres se blasonnent ainsi : De gueules à la croix d'argent chargée en cœur d'une tiercefeuille de sinople, cantonné en chef à dextre d'un râteau démanché de six dents, en chef à senestre d'une clé à l'anneau en losange, en pointe à dextre d'une fleur de lys et en pointe à senestre de trois épis de blé liés, le tout d'or. |